# Айи-ле-О-Клоше
Айи-ле-О-Клоше (фр. Ailly-le-Haut-Clocher) — коммуна на севере Франции, регион О-де-Франс, департамент Сомма, округ Абвиль, кантон Рю. Расположена в 24 км к юго-востоку от Абвиля и 31 км к северо-западу от Амьена, в 2 км от автомагистрали А16 "Европейская".
Население (2018) — 982 человека.
Наименование Аи происходит от галло-римского "Alius", в древние времена на месте нынешнего поселения располагалась ферма. "О-Клоше" означает "высокая колокольня" и связано со стреловидным шпилем местной церкви, который был использован в качестве опорной точки при проведении картографических работ в 1760 году.

## Достопримечательности
- Церковь Нотр-Дам XIII века.

## Экономика
Уровень безработицы (2017) — 12,6 % (Франция в целом — 13,4 %, департамент Сомма — 15,9 %). 

Среднегодовой доход на 1 человека, евро (2018) — 21 210 (Франция в целом — 21 730, департамент Сомма — 20 320).

## Демография
Динамика численности населения, чел.

## Города-побратимы
- Фекс-ле-О-Клоше, Бельгия